# The Kiss Before the Mirror
The Kiss Before the Mirror és una pel·lícula de misteri estatunidenca de 1933, adaptada de l'obra de 1932 de Ladislas Fodor, dirigida per James Whale i protagonitzada per Nancy Carroll, Frank Morgan, Paul Lukas i Gloria Stuart.

## Argument
Quan un famós metge mata la seva dona adúltera, és defensat pel seu millor amic, un advocat que sospita que la seva pròpia dona està tenint una aventura.

## Repartiment
- Nancy Carroll com Maria Held
- Frank Morgan com Dr. Paul Held
- Paul Lukas com Dr. Walter Bernsdorf
- Gloria Stuart com Lucy Bernsdorf
- Jean Dixon com Hilda
- Donald Cook com l'amant de la Maria
- Charley Grapewin com Schultz
- Walter Pidgeon com l'amant de la Lucy
- Wallis Clark com fiscal
- May Boley com home a la sala del tribunal
- Christian Rub com home

## Remake
La pel·lícula va ser refeta per Whale cinc anys més tard com Dones sospitoses, protagonitzada per Warren William i Gail Patrick.